# Zebraplatys quinquecingulata
Zebraplatys quinquecingulata là một loài nhện trong họ Salticidae.
Loài này thuộc chi Zebraplatys. Zebraplatys quinquecingulata được Eugène Simon miêu tả năm 1909.